# Grýlurnar
Grýlurnar var en isländsk musikgrupp som bildades av Ragnhildur Gísladóttir från gruppen Brimkló, Linda Björk Hreiðarsdóttir, Inga Rún Pálmadóttir och Herdís Hallvarðsdóttir.

## Medlemmar
- Ragnhildur “Ragga” Gisladóttir - sång
- Inga Rún Pálmadóttir - gitarr
- Herdis Hallvardsdóttir - bas
- Linda Björk Hreidarsdóttir - trummor

## Diskografi i urval
Album
- Með Allt Á Hreinu (1982) (med Stuðmenn)
- Mávastellið (1982)

EP
- Grýlurnar (Fjúgum Hærra / Dont think twice / Gullúrið / Cold Things) (1981)